# 雞舌諸葛介
雞舌諸葛介（学名：Chukocythere jisher）为粗面介科諸葛介屬下的一个种。